# Plectris clypealis
Plectris clypealis är en skalbaggsart som beskrevs av Frey 1975. Plectris clypealis ingår i släktet Plectris och familjen Melolonthidae. Inga underarter finns listade i Catalogue of Life.